# Первый дивизион (Юг) Северной Премьер-лиги
Первый дивизион (Юг) Северной Премьер-лиги - один из двух дивизионов второго уровня (наряду с Первым дивизионом (Север)) Северной Премьер-лиги. Это дивизион восьмого уровня в Системе футбольных лиг Англии, состоящий из 22-х команд полупрофессионального и любительского статуса. В соответствии с условиями спонсорской поддержки, дивизион по имени спонсора имеет официальное название Evo-Stik Первый дивизион (Юг).

## Система соревнований
Дивизион состоит из 22 клубов. Для выявления победителя, призёров и неудачников сезона проводится турнир между всеми клубами, которые играют между собой матчи по так называемой двухкруговой системе, при которой каждый из участников встречается со всеми остальными клубами два раза: один раз - дома (на своём поле), и один раз - на выезде (на поле противника). Таким образом, за весь турнир каждая из команд-участниц проведёт 42 матча (21 - дома, 21 - в гостях). По окончании турнира клуб, занявший первое место в дивизионе, повышается классом - переходит в Премьер дивизион лиги. Команды, по итогам двухкругового турнира занявшие места с 2 по 5 включительно, проводят плей-офф турнир, победитель которого также повышается в классе.
Два клуба, по итогам сезона занявшие последнее и предпоследнее места, автоматически понижаются классом, переходя в одну из лиг Уровня 9 футбольной пирамиды.

## Клубы дивизиона в сезоне 2012 - 2013
| Клуб                    | Итоговое положение в прошлом сезоне                      |
| ----------------------- | -------------------------------------------------------- |
| Белпер Таун             | 6-й                                                      |
| Бригг Таун              | 17-й                                                     |
| Карлтон Таун            | 2-й                                                      |
| Чейстаун                | 20-й в Премьер дивизионе                                 |
| Коулвилл Таун           | 14-й                                                     |
| Гресли                  | 1-й в Midland Alliance                                   |
| Хэйлсоун Таун           | 12-й в Первом дивизионе (Юго-Запад Южной Футбольной лиги |
| Хакналл Таун            | 11-й                                                     |
| Кидсгроув Атлетик       | 13-й                                                     |
| Кингс Линн Таун         | 2-й в United Counties Football League                    |
| Лик Таун                | 5-й                                                      |
| Линкольн Юнайтед        | 18-й                                                     |
| Лауфборо Дайнэмо        | 8-й                                                      |
| Маркет Драйтон Таун     | 16-й                                                     |
| Майкловер Спортс        | 21-й в Премьер дивизионе                                 |
| Ньюкасл Таун            | 15-й                                                     |
| Норвич Виктория         | 2-й в Премьер дивизионе                                  |
| Рейнворс Майнерс Вэлфэа | 19-й                                                     |
| Ромьюлас                | 20-й                                                     |
| Шеффилд                 | 4-й                                                      |
| Стэмфорд                | 7-й                                                      |
| Саттон Коулфилд Таун    | 12-й                                                     |

## Чемпионы дивизиона прошлых лет
С 1987 по 2007 гг. дивизион был единым и был известен как Первый дивизион Северной Премьер-лиги. Затем был разделён на два параллельных дивизиона, Северный и Южный.

### Первый дивизион Северной Премьер-лиги
| - 1987 - 1988 – Флитвуд Таун - 1988 - 1989 – Колни Дайнэмос - 1989 - 1990 – Лик Таун - 1990 - 1991 – Уитли Бей - 1991 - 1992 – Колвин Бей - 1992 - 1993 – Брайдлингтон Таун - 1993 - 1994 – Гьюсли - 1994 - 1995 – Блайт Спартанс - 1995 - 1996 – Ланкастер Сити - 1996 - 1997 – Рэдклиф Боро | - 1997 - 1998 – Уитли Таун - 1998 - 1999 – Дройсден - 1999 - 2000 – Аккрингтон Стэнли - 2000 - 2001 – Брэдфорд Парк Авеню - 2001 - 2002 – Хэррогейт Таун - 2002 - 2003 – Альфртон Таун - 2003 - 2004 – Хайд Юнайтед - 2004 - 2005 – Норт Ферриби Юнайтед - 2005 - 2006 – Моссли - 2006 - 2007 – Бакстон (англ.) |

### Статистика дивизиона с 2008 года
| Год         | Чемпион          | Выход в Премьер дивизион             | Участники плей-офф                                           | Неудачники турнира         |
| ----------- | ---------------- | ------------------------------------ | ------------------------------------------------------------ | -------------------------- |
| 2007 - 2008 | Ретфорд Юнайтед  | Каммелл Лэрид Нантвич Таун*          | Грэнтэм Таун Нантвич Таун Шеффилд Стокбридж Парк Стилс       | Олсгер Таун#               |
| 2008 - 2009 | Ретфорд Юнайтед  | Ретфорд Юнайтед Стокбридж Парк Стилс | Белпер Таун Карлтон Таун Рашолл Олимпик Стокбридж Парк Стилс | Грисли Роверс†             |
| 2009 - 2010 | Майкловер Спортс | Майкловер Спортс Чейстаун            | Чейстаун Глэпвелл Кидсгроув Атлетик Шеффилд                  | Уилленхолл Таун            |
| 2010 - 2011 | Барвэлл          | Барвэлл Рашолл Олимпик               | Бригг Таун Грэнтэм Таун Ньюкасл Таун Рашолл Олимпик          | Глэпвелл† Сполдинг Юнайтед |
| 2011 - 2012 | Грэнтэм Таун     | Грэнтэм Таун Илкестон                | Карлтон Таун Илкстон Шеффилд Лик Таун                        | Куорн Шепшед Дайнэмо       |

* в сезоне 2007 - 2008 Ретфорд Юнайтед был отстранён от повышения в классе из-за несоответствия Стандартам домашней арены.

# Понижение в классе из-за несоответствия Стандартам домашней арены.

† Добровольное понижение в классе.